# Warrior (film fra 2011)
 For alternative betydninger, se Warrior. (Se også artikler, som begynder med Warrior)
Warrior er en amerikansk dramafilm, instrueret af Gavin O'Connor og med Tom Hardy, Joel Edgerton og Nick Nolte på rollelisten. Filmen handler om to fremmedgjorte brødre, der deltager i en MMA-turnering, og behandler brødrenes forhold til hinanden og deres far. Filmen fik premiere i USA 9. september 2011. I Danmark udkom filmen direkte på DVD 6. marts 2012. Nick Nolte fik en nominering til en Oscar for bedste mandlige birolle for sin rolle i filmen.